# Maria vom heiligen Rosenkranz (Bad Nenndorf)

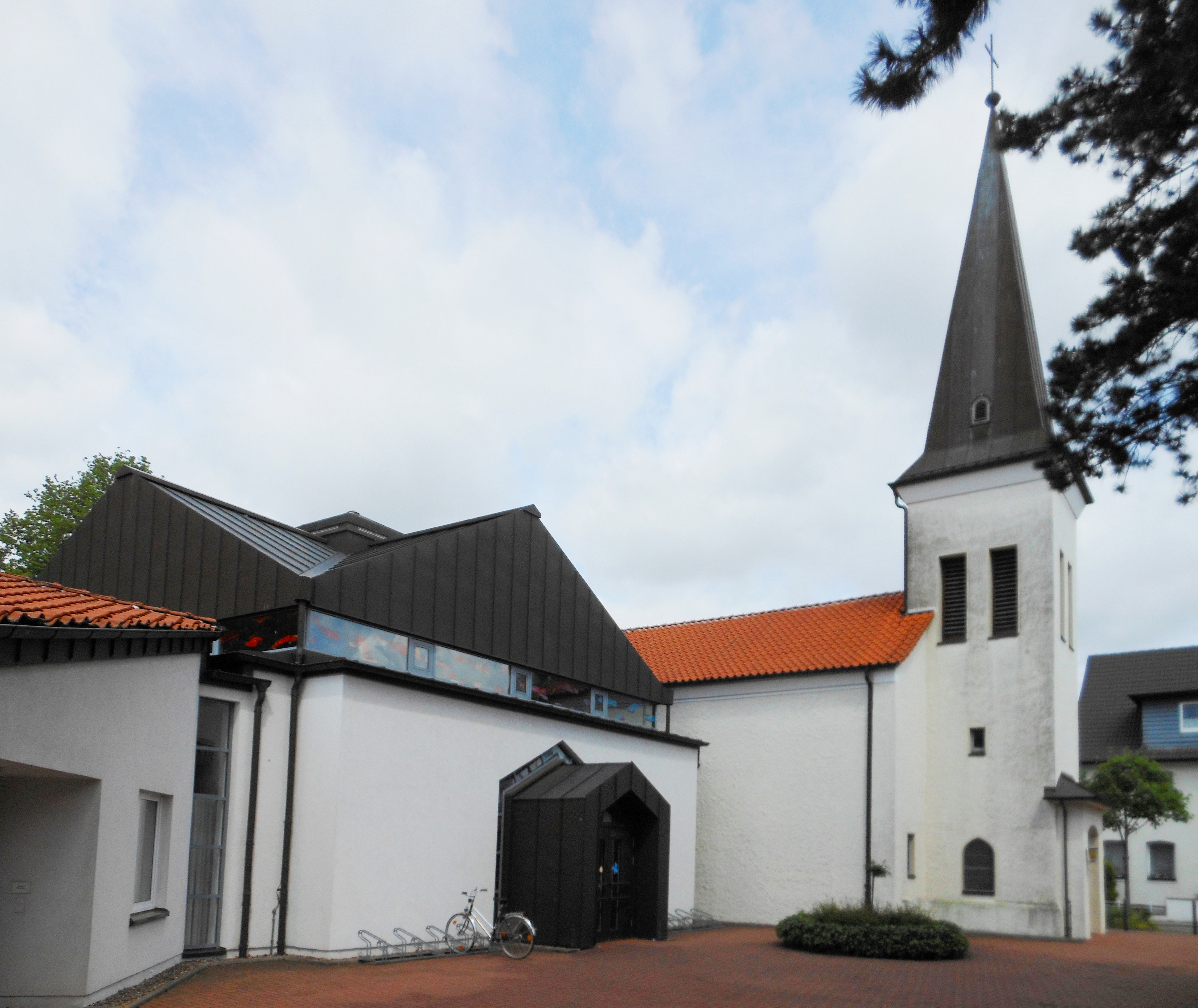
Pfarrkirche Maria vom heiligen Rosenkranz

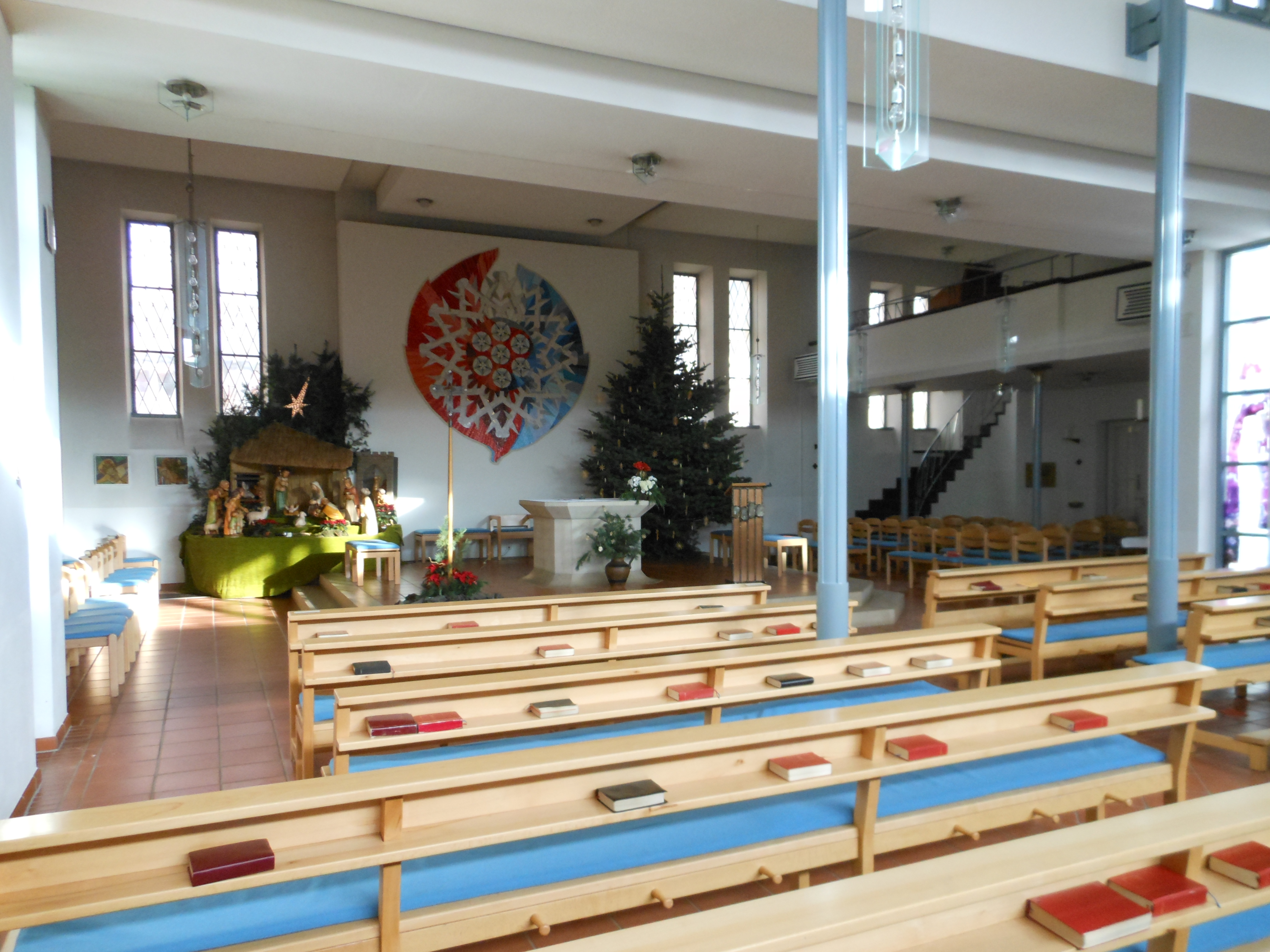
Blick zum Altar

Maria vom heiligen Rosenkranz ist die katholische Kirche in Bad Nenndorf im niedersächsischen Landkreis Schaumburg. Die 1896 als Missionskapelle erbaute Pfarrkirche wurde 1954 erweitert und erhielt 1999 mit einem modernen Anbau ihre heutige Gestalt. Das Pfarreigebiet umfasst die Samtgemeinden Nenndorf und Rodenberg mit den weiteren Kirchen Mariä Himmelfahrt (Rodenberg), St. Markus (Lauenau) und St. Petrus Canisius (Hohnhorst). Ihre Pfarrgemeinde gehört zum Dekanat Weserbergland des Bistums Hildesheim.

## Geschichte

### Vorgeschichte
Seit der Einführung der Reformation in der Grafschaft Schaumburg im Jahre 1559 gab es in der Region nur vereinzelte Katholiken. Sie gehörten kirchlich zum Apostolischen Vikariat des Nordens. Bei der Neuumschreibung der katholischen Diözesen in Deutschland nach dem Wiener Kongress im Jahre 1821 kam der hessische Teil der Grafschaft Schaumburg, damit auch Bad Nenndorf, zum kurhessischen Bistum Fulda. 1869 wurde für das Gebiet die Seelsorgsstation St. Sturmius in Rinteln gegründet (1899 Pfarrei).

### Anfänge in Bad Nenndorf

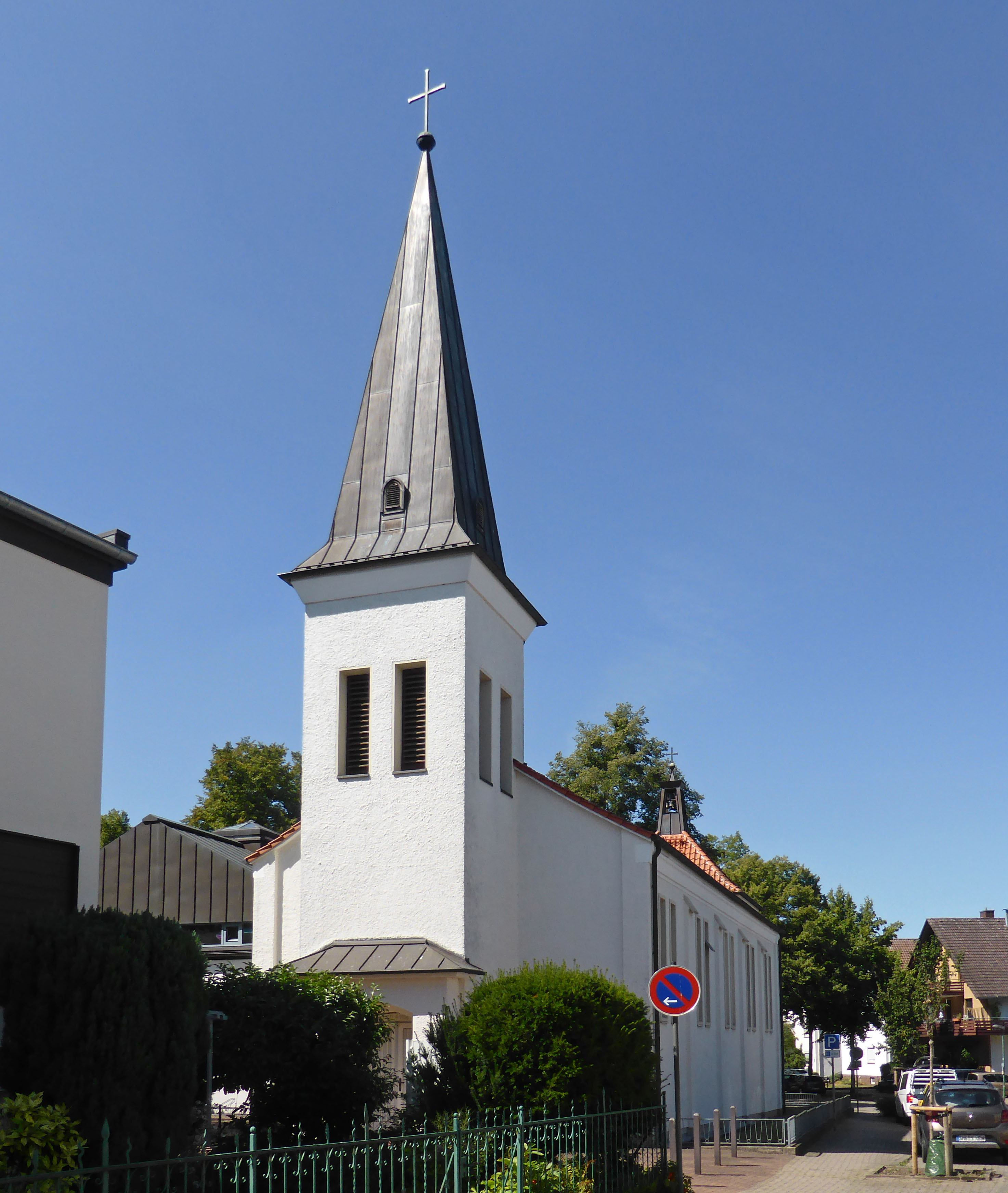
Kirche von 1896 mit Erweiterung von 1954

Ab 1888 wurden in Bad Nenndorf für die kaum zwei Dutzend ansässigen Katholiken, die polnischen Erntearbeiter und die Kurgäste katholische Gottesdienste in einem Saal gehalten. Dafür kam der Pfarrer aus dem schaumburg-lippischen Stadthagen. 1891 erhielt Obernkirchen einen Seelsorger, der auch für das Amt Rodenberg mit Bad Nenndorf zuständig war.
Am 8. Juli 1896 begann in Bad Nenndorf westlich des Kurparks nach Plänen des Architekten J. Stübe aus Harsum der Bau der Missionsstation Maria, Königin des heiligen Rosenkranzes, einer kleinen Saalkirche mit angebautem Schul- und Pfarrhaus. Bereits am 11. Oktober 1896, im Rosenkranzmonat, erfolgte die Benediktion der Kirche durch Pastor August Ebel. Ab 1903 wohnte in Bad Nenndorf ein Priester; die Gemeinde bekam den Status einer Kuratie.
1930 wechselten die katholischen Gemeinden Bad Nenndorf sowie auch Obernkirchen und Rinteln durch das Preußenkonkordat von 1929 und die Päpstliche Bulle Pastoralis officii nostri vom Bistum Fulda zum Bistum Hildesheim. 1932 endete die politische Bindung des Landkreises Grafschaft Schaumburg an Hessen-Nassau; das Gebiet wurde in die Provinz Hannover eingegliedert. Noch 1941 gehörten zur Bad Nenndorfer Kuratie nur 200 Katholiken, dazu kamen rund 500 „Ostarbeiter“.

### Nach dem Zweiten Weltkrieg
Durch die Ostvertreibung nach dem Zweiten Weltkrieg kamen vor allem schlesische Katholiken in großer Zahl als Heimatvertriebene in die norddeutsche Diaspora. In Lindhorst, Barsinghausen und Rodenberg wurden neue Seelsorgsstationen geschaffen.
Kirche und Pfarrgebäude in Bad Nenndorf wurden von Juli 1945 bis Dezember 1947 für das britische Internierungslager Bad Nenndorf beansprucht. Ihre Gottesdienste feierte die Gemeinde in dieser Zeit in der evangelischen St.-Godehardi-Kirche.
Die längst notwendige Erweiterung der alten Missionskapelle wurde 1954 nach Plänen von Josef Fehlig realisiert. Die Kirche erhielt eine Westverlängerung, ein Seitenschiff im Süden und einen erhöhten Altarraum mit darunterliegendem Pfarrsaal. So wurde sie am 21./22. August 1954 von Bischof Joseph Godehard Machens geweiht. Am 1. Juli 1956 wurde die Kuratie Bad Nenndorf zu einer selbstständigen Kirchengemeinde erhoben, am 1. Januar 1962 folgte ihre Erhebung zur Pfarrei.
In den 1950er und 1960er Jahren wurde die Innenausstattung vervollständigt, 1971 der Altarraum den Vorgaben der Liturgiereform angepasst. Im selben Jahr entstand mit großem Einsatz der Gemeindemitglieder das Pfarrheim.

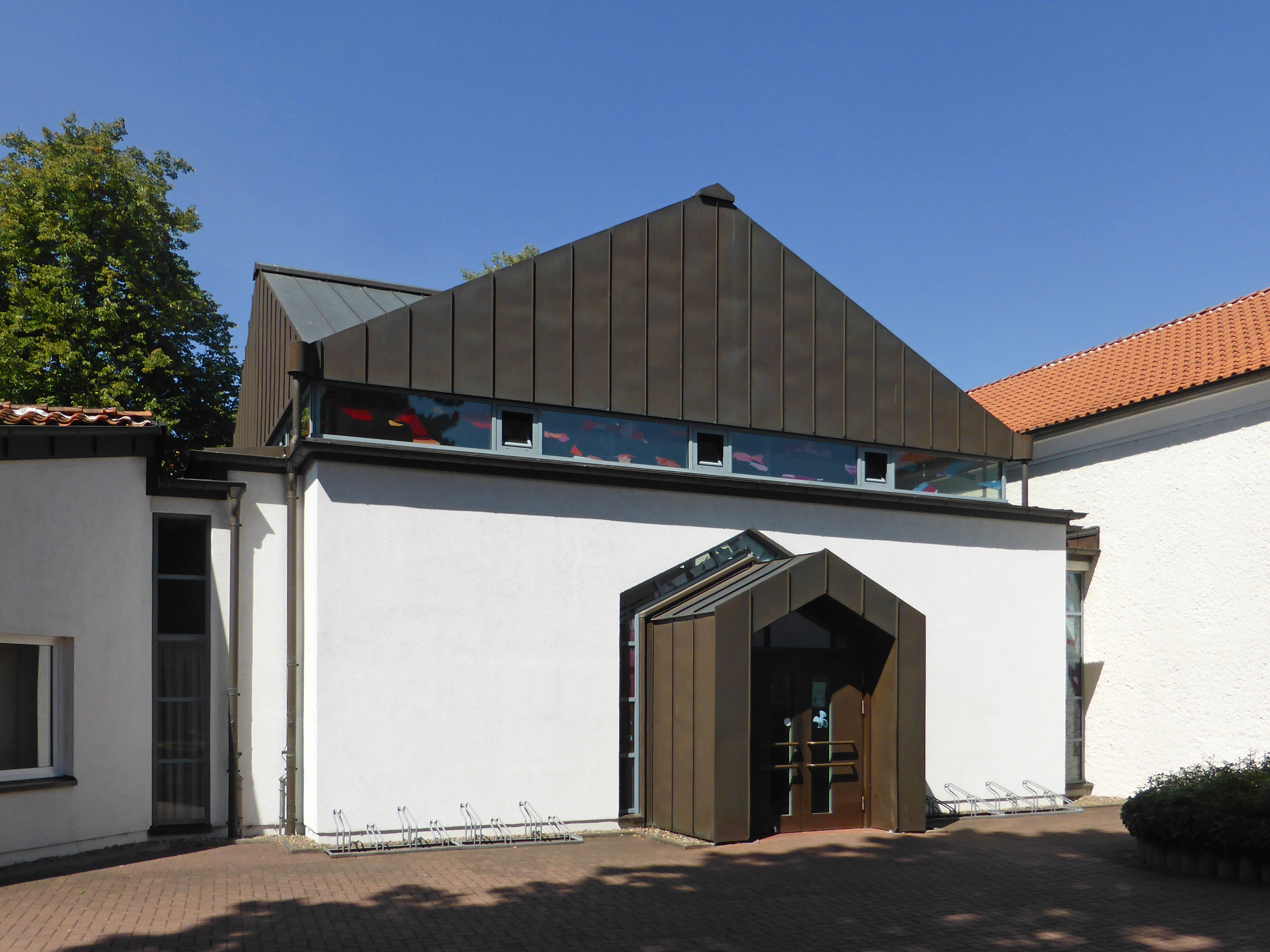
Erweiterungsbau von 1999

In den 1980er Jahren war die Kirche erneut zu klein geworden. Nach anfänglichen Planungen für einen vollständigen Neubau begannen mit dem Ankauf des Nachbargebäudes Lindenallee 3 für Wohn- und Büroräume im Jahr 1994 und dem Abriss des südlich an die Kirche angebauten alten Pfarrhauses und des Südseitenschiffs von 1954 im Jahr 1998 die Vorbereitungen für eine Erweiterung. Dieser neue quadratische Kirchraum, entworfen vom Architekturbüro Rossbach, Priesemann & Partner, wurde an die südliche Langseite der alten Kirche angefügt, an deren Nordwand, mittig im alten Kirchenschiff, die neue Altarinsel ihren Platz fand. 1998 fand die Grundsteinlegung für den Erweiterungsbau statt, und am 21. März 1999 weihte Bischof Josef Homeyer Neubau und Altar.
Ab dem Jahr 2000 bildeten die Pfarrgemeinden Bad Nenndorf und Rodenberg eine Seelsorgeeinheit. Die Pfarrgemeinde Rodenberg, die in Lauenau noch über eine Filialkirche verfügte, wurde zum 1. November 2006 aufgelöst und der Bad Nenndorfer Pfarrei Maria vom heiligen Rosenkranz angeschlossen. Am 1. September 2012 wurde auch die St.-Petrus-Kirche in Hohnhorst der Pfarrei Bad Nenndorf angeschlossen. Zum gleichen Datum wurden auch die Dekanate Bückeburg, zu dem die Kirche in Bad Nenndorf gehörte, und Hameln-Holzminden zum heutigen Dekanat Weserbergland vereinigt. Zur Gesamtpfarrei Bad Nenndorf gehörten 2013 3675 Katholiken.

## Architektur
Die Kirche steht auf dem Grundstück Wilhelmstraße 11, das Pfarrhaus hat die Adresse Lindenallee 3. An der Gestalt der Marienkirche sind die drei Phasen ihrer Entstehung ablesbar. Von Norden (Wilhelmstraße) erscheint sie als typische kleine Diasporakirche, ein hell verputzter schmuckloser Saalbau mit einem bescheidenen kegelbehelmten Turm über dem (alten) Eingang. Auffällig ist auf dieser Seite der erhöhte, eingezogene Altarraum von 1954, auf dessen Zeltdach eine Laterne mit dem Geläut steht.
Von Süden wird der moderne Anbau sichtbar, heute der eigentliche Raum der versammelten Gemeinde. Auf quadratischem Grundriss erheben sich die weiß verputzten Wände bis zu einem umlaufenden Buntglasfensterband. Darüber steht das kupferverkleidete Kreuzsatteldach mit einer pyramidenförmigen Mittellaterne. Aus der Ostwand tritt der Portalvorbau hervor, aus der Westwand eine kapellenartige Nische, beide ebenfalls kupferverkleidet.

## Ausstattung
Der Altarraum von 1954 ist seit 1999 durch eine Trennwand als Werktagskapelle abgeteilt, die über 24 Sitzplätze verfügt. Hier hängt der frühere Hochaltar-Crucifixus, auf der anderen Seite der Trennwand, zum Hauptraum, die Muttergottes, beide Oberammergauer Holzschnitzarbeiten aus den 1950er Jahren. Die Marienfigur, neben der Opferkerzen aufgestellt werden können, wurde bei der Neugestaltung mit einer modernen Farbgestaltung umgeben, Teil des künstlerischen Gesamtkonzepts von Claus Kilian. Dessen augenfälligstes Element ist das große Mandala an der Altarrückwand, das mit den Symbolen Rose, Stern und Dornenkrone, den Zahlen 6, 7 und 12 und der Rot-Blau-Komplementarität Bedeutungsaspekte des Rosenkranzes verbildlicht.
Die Farbgestaltung der senkrechten und waagerechten Fensterbahnen des Neubaus, dessen Zentrum das Taufbecken bildet, stammt von Walter Maaß (Hannover). Er stellte sie unter den Leitgedanken „Taufe der Farbe“.
Die Kirche bietet für über 200 Besucher Sitzplätze. Auf der Orgelempore steht eine elektronische Orgel. Zur Ausstattung der Kirche gehören auch 14 Kreuzwegstationen und ein Beichtraum. Zwei Gedenktafeln wurden zur Erinnerung an die Heimatvertriebenen aus dem Landkreis Neisse in Oberschlesien angebracht: Eine Tafel mit einer Abbildung der Mariä-Himmelfahrt-Kirche in Kaundorf erinnert an die Heimatvertriebenen aus Kaundorf, eine weitere Tafel mit einem Bild der Kreuzerhöhungskirche in Neunz erinnert an die Heimatvertriebenen aus Lindendorf O.S. und Neunz. In der Wandnische des Anbaus hat eine Statue des heiligen Josef ihren Platz, vor der Opferkerzen aufgestellt werden können.
Die Kirche ist mit einer dem heiligen Joseph geweihten Glocke von 1925 und zwei Bronzeglocken der Glockengießerei Otto aus dem Jahr 1967 ausgestattet. Die Glocken haben die Schlagtöne c'' und f'' und folgende Durchmesser: 782 mm (Marienglocke), 585 mm (Angelusglocke).